# Stefan VI
Stefan VI (känd som Stefan VII från 1500-talet till 1960), född i Rom, död i augusti 897, var påve från maj 896, tills han avsattes och mördades i augusti 897.

## Biografi
Stefan var romare, och son till en präst vid namn Johannes. Han var kardinaldiakon och hade vigts till biskop av Anagni, troligen mot sin vilja, av Formosus, och blev vald till påve den 22 maj 896.

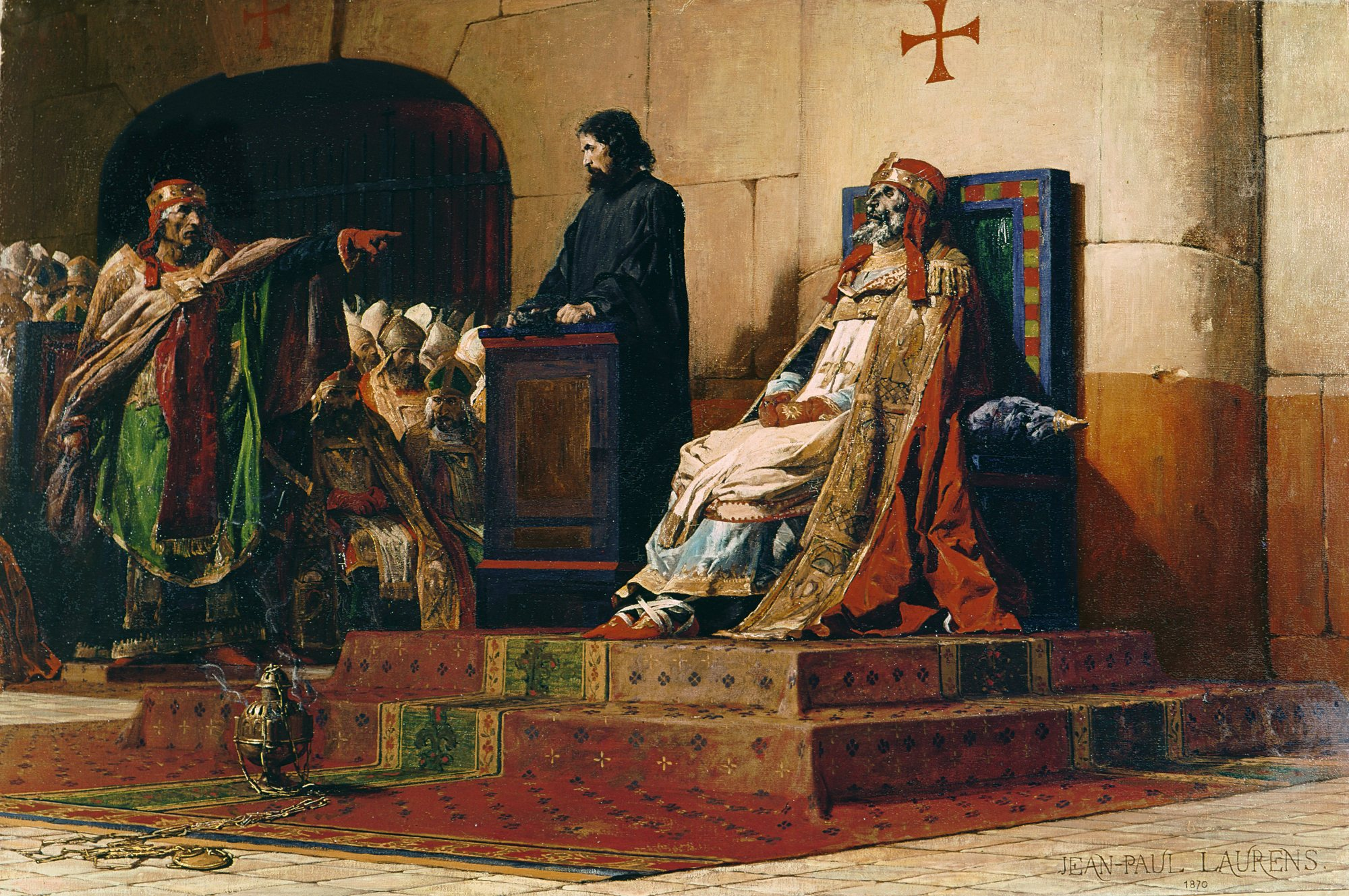
Kadaversynoden. Målning av Jean-Paul Laurens från 1870.

Huruvida han drevs till detta av onda krafter, eller, mer sannolikt, förmåddes till det av kejsar Lambert och dennes mor Ageltruda, har varit föremål för många spekulationer, men han lät gräva upp företrädarens Formosus döda kropp och anställa rättegång vid en synod i januari 897, den så kallade kadaversynoden (synodus ad cadaver eller synodus horrenda). En diakon utsågs till att svara för den döde påven, vars kvarlevor placerades på en tron i salen. Den döde åtalades för att ha utfört biskopsuppgifter när han varit avsatt, och förklarades efter rättegången skyldig till brott mot kanonisk lag. Formosus kvarlevor berövades sin skrud och tre fingrar från höger hand, ikläddes lekmannakläder, och kastades i Tibern.  
Stefan hann inte göra mycket annat under sitt pontifikat. Innan han ströps till döds av Formosus anhängare i Castel Sant'Angelo, avsatte han dem som Formosus insatt i olika ämbeten.